# Osamu Masuko
Osamu Masuko en japonés 益子 修, (Tokio, 19 de febrero de 1949 - 27 de agosto de 2020) fue un empresario japonés. Presidente de la junta directiva de Mitsubishi Motors (2005-2020).

## Biografía
Nacido en Tokio. Se unió a Mitsubishi Corporation en 1972 después de formarse en Kaijo High School y en la Escuela de Ciencias Políticas y Economía de la Universidad de Waseda. La empresa se introdujo en el campo del automóvil y se dedicó a expandir las áreas comerciales en Corea del Sur, Indonesia, entre otros países. En 2003 fue nombrado director ejecutivo y director general de la división de negocios de automóviles.
Masuko se unió a Mitsubishi Motors en 2004, donde fue un importante accionista y partidario de mantener la empresa cuando Mitsubishi Motors estaba al borde de una profunda crisis financiera, al haber retirado del mercado varios millones de sus automóviles debido a defectos en los vehículos que habían estado encubiertos durante décadas.
Masuko fue nombrado presidente y director ejecutivo en junio de 2014 y estuvo al mando durante un escándalo de 2016 en el que se descubrió que el fabricante de automóviles había exagerado el kilometraje de sus vehículos.
En 2019 Masuko renunció como director ejecutivo de Mitsubishi Motors, siendo reemplazado por Takao Kato, -Presidente por aquel entonces de las operaciones de la empresa en Indonesia-. 
Tiempo después, Masuko recuperó su cargo de presidente. Consiguió un salvavidas para Mitsubishi tras negociar con el entonces presidente de Nissan Motor, Carlos Ghosn, por el que Nissan adquirió alrededor de un tercio de las acciones de Mitsubishi. Durante su presidencia, Masuko acometió diversas reformas en la empresa como: la introducción de vehículos avanzados con conciencia ecológica, la expansión de la producción y las ventas en el Sudeste asiático.
Masuko pasó sus últimos años en Mitsubishi, centrándose en diversas iniciativas para competir contra otros grupos automovilísticos a través de la alianza Nissan-Renault-Mitsubishi.
El 7 de agosto Mitsubishi anunció que Masuko abandonaba el cargo de Presidente por problemas de salud, tras quince años al frente de la multinacional. Veinte días después falleció a causa de una insuficiencia cardiaca.